# Милева Јовановић
Милева Јовановић (Београд, 1852 — Београд, 1905) била је српска добротворка.

## Биографија
Родила се у 1852. године, отац јој је био Ненад Јовановић судија београдског суда. Милева је завршила тадашње београдске женске школе, усавршила је стране језике, па је целог живота пратила страну књижевност. Осим читања, преводила је француску и немачку књижевност на српски језик. Како јој је отац рано преминуо, а мајка дуго боловала, Милеви није остајало пуно времена за превођење, тако да су многи преводи остали недовршени.

## Хуманитарна делатност
Милева је сву своју имовину завештала разним хуманитарним организацијама, а и за живота је многима помагала. Тако је Друштву Свети Сава завештала је велики плац у тадашњој улици Милоша Великог број 43, као и још један у Зрињској 46. Плац у улици Милоша Великог је, како изгледа, продат, највероватније 1938. године, док нема података о томе шта се догодило са другим поменутим плацем, али се види да је још био у поседу Друштва 1939. године
Такође је Фонду сироте и напуштене деце, Фонду за потпомагање сиротих ђака Београдског универзитета, Одбору за зидање храма Светог Саве, Фонду краља Стефана Дечанског за глуво-нему децу као и многим другима оставила  део своје имовине и новац.
Своју велику библиотеку поклонила је Побратимству - ђачком удружењу на Београдском универзитету. Нешто од својих покретних добара оставила је Српској Краљевској Академији и Београдској Трговачкој Омладини.
Захваљујући њеним донацијама, многе културне, родољубиве и образовне организације добиле у значајна средства за рад и остварење својих циљева. Милева је остала запамћена као велики алтруиста и жена посебне енергије и интелигенције.
Преминула је у Београду, марта 1905. године.